# Уилям Флин
Уилиам Д. Флин (на английски: William J. Flynn) е американски държавен служител, директор на бюрото за разследване (предшественик на ФБР) от 1 юли 1919 до 21 август 1921 година.
Роден е в Ню Йорк през 1867 г.
Започва своята правителствена кариера през 1887, след завършването на обществено училище. Първата му служба е била като агент към секретните служби. Флин получава признание през 1911, когато успява да преорганизира детективския отдел в Ню Йорк и се завръща в секретните служби като началник. По време на Първата световна война, той служи като шеф на щатските железопътни служби, разследвайки заплахи от саботаж.
През 1919 година е обявен за директор на Бюрото за разследване.
Уилиам Флин умира от инфаркт през 1928 г.